# NGC 1290
NGC 1290 ist eine elliptische Zwerggalaxie vom Hubble-Typ dE im Sternbild Eridanus am Südsternhimmel. Sie ist schätzungsweise 112 Millionen Lichtjahre von der Milchstraße entfernt und hat einen Durchmesser von etwa 15.000 Lichtjahren.

Im selben Himmelsareal befinden sich u. a. die Galaxien NGC 1295, NGC 1296, IC 318.
Das Objekt wurde im Jahr 1886 von Ormond Stone entdeckt.